# Barum (Landkreis Lüneburg)
- Grüne: 2
- SPD: 2
- FDP: 1
- UWG: 5
- CDU: 3

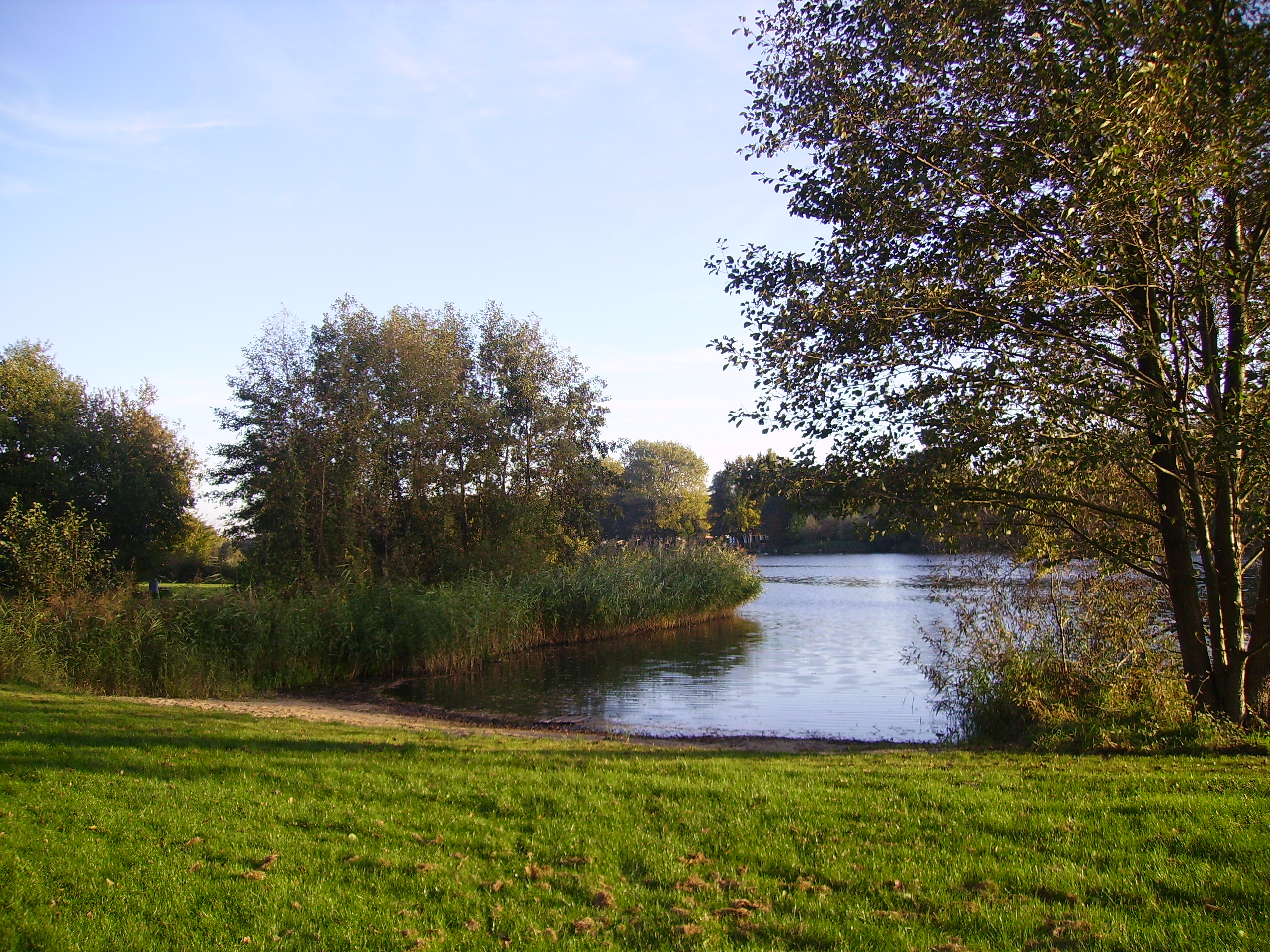
Die Neetze erweitert sich bei Barum zum Barumer See

Barum ist eine Gemeinde im Landkreis Lüneburg, Niedersachsen (Deutschland). Die Gemeinde Barum ist Mitgliedsgemeinde der Samtgemeinde Bardowick. Lokale Berühmtheit erlangte die Gemeinde durch einen Goldfund aus der Bronzezeit im Jahr 1926. Der Fund umfasste neben goldenen Eidringen u. a. mehrere Halsringe, einen Armring und eine Bernsteinperle.

## Geografie

### Geografische Lage
Barum, ein Ort inmitten der Lüneburger Elbmarsch, liegt zentral zu den Städten Lüneburg (etwa 13 km), Winsen (etwa 16 km), Lauenburg (etwa 18 km) und Geesthacht (etwa 15 km) sowie zu Hamburg (etwa 40 km). Bis zur Elbe sind es etwa sechs Kilometer.

Das Dorf wird von dem Fluss Neetze durchflossen, der sich nördlich des Ortes seenartig erweitert und daher Barumer See genannt wird. Von der Neetze zweigt der Ende des 19. Jahrhunderts gebaute Neetzekanal ab.

### Gemeindegliederung
Die Gemeinde Barum besteht aus den Ortsteilen Barum, Horburg und St. Dionys.

## Eingemeindungen
Am 1. März 1974 wurden anlässlich der Gebietsreform in Niedersachsen die Gemeinden Horburg und St. Dionys eingegliedert.

## Politik
Die Gemeinde Barum gehört zum Landtagswahlkreis 49 Lüneburg und zum Bundestagswahlkreis 38 Lüchow–Dannenberg–Lüneburg.

### Gemeinderat
Der Rat der Gemeinde Barum setzte sich bis 2021 aus elf Abgeordneten zusammen. Seit 2021 aus dreizehn Abgeordneten:
|      | SPD       | CDU       | Bündnis 90/Die Grünen | Unabhängige Wählergemeinschaft Barum e. V. (UWG) | FDP      | Gesamt   |
| 2011 | 4         | 4         | 1                     | 2                                                | -        | 11 Sitze |
|      | (31,7 %)  | (38,9 %)  | (11,4 %)              | (16,2 %)                                         | (1,4 %)  |          |
| 2016 | 3         | 5         | 2                     | -                                                | 1        | 11 Sitze |
|      | (30,8 %)  | (45,9 %)  | (18,2 %)              | -                                                | (5,1 %)  |          |
| 2021 | 2         | 3         | 2                     | 5                                                | 1        | 13 Sitze |
|      | (16,81 %) | (19,10 %) | (18,00 %)             | (38,80 %)                                        | (7,29 %) |          |

2011: Vorläufiges Wahlergebnis der Kommunalwahl am 11. September 2011
2016: Vorläufiges Wahlergebnis der Kommunalwahl am 11. September 2016
2021: Vorläufiges Wahlergebnis der Kommunalwahl am 12. September 2021

### Bürgermeister
- 1974–1999: Gerd Steinbach (CDU)
- 1999–2011: Werner Meyn (CDU)
- 2011–2018: Torsten Rödenbeck (CDU)
- 2018–2021: Joachim Schwerdtfeger (FDP)
- seit 2021: Frank Isenberg (UWG Barum)

### Wappen
In Silber ein blauer Wellengöpel, rechts ein blaues Mühleisen, links die zugewendete Krümme eines blauen Bischofsstabes und unten ein beblätterter, blauer Rohrkolben. Der Wellengöpel weist auf die vielen Wasserläufe hin, die das Gemeindegebiet durchziehen und zeigt gleichzeitig, dass die Gemeinde von drei Ortsteilen gebildet wird. Das Mühleisen steht für den Ortsteil Barum, der Bischofsstab für St. Dionys, der Rohrkolben für Horburg.

## Ortsnamen
Die alten Bezeichnungen waren 1290 in Berne, 1304 in Barem, 1305 in Barme, 1319 in villa Barme, 1344 uilla Barem, 1348 to/van Barum, 1354 in Barem, 1366 van Barum, 1384 to Barem. Die Niederdeutsche Mundartwörterbücher verzeichnen unter barme, berme mehrere Deutungen, wie Grabenkante, Deichfluss, Böschung, Stufe am Deich, die Sohle, „der Fuß des Deiches“. Barum liegt auf einer aus der Neetze herausragenden, verhältnismäßig schmalen Erhebung. Es gilt deshalb für Barum im Kreis Lüneburg „Siedlung bei“ oder „an einer Anhöhe“.

## Verkehr
Barum liegt an den Kreisstraßen 12 (Wittorf–Barum) und 1 (Tespe–Barum–Brietlingen). Durch Buslinien des HVV wird Barum an das regionale Verkehrsnetz angebunden. Von 2010 bis 2014 führte zusätzlich eine Linie direkt bis Barum. Die Verbindung wurde Ende 2014 eingestellt und führt nur noch bis Bütlingen.

## Bildung
Die Gemeinde hat eine einzügige Grundschule als Außenstelle der Grundschule Bardowick, einen Kindergarten und seit 2013 auch eine Kinderkrippe. Weiterführende Schulen gibt es dann in Bardowick, Scharnebeck und Lüneburg
Seit 2007 ist im angrenzenden Gebäude der Schule und des Kindergartens ein Jugendzentrum vorhanden.